# جيورجي تسينتسادزي
جيورجي تسينتسادزي (بالجورجية: გიორგი ცინცაძე) مواليد 7 فبراير 1986 في تبليسي، الجمهورية الجورجية السوفيتية الاشتراكية، هو لاعب كرة سلة جورجي. بدأ مسيرته الاحترافية في سنة 2001. يلعب في دوري السوبر الجورجي لكرة السلة كلاعب هجوم خلفي. يحمل الرقم 8. يبلغ طوله 6 قدم 3.5 بوصة (1.9 م). لعب مع نادي سسكا موسكو لكرة السلة ونادي دينامو موسكو لكرة السلة.

## روابط خارجية
- جيورجي تسينتسادزي على موقع الاتحاد الدولي لكرة السلة (الإنجليزية)
- جيورجي تسينتسادزي على موقع الدوري الأوروبي لكرة السلة (الإنجليزية)
- جيورجي تسينتسادزي على موقع كرة السلة الأوروبية.كوم (الإنجليزية)
- جيورجي تسينتسادزي على موقع ريلجم (الإنجليزية)
- جيورجي تسينتسادزي على موقع بروبوليرز (الإنجليزية)
- جيورجي تسينتسادزي على موقع بروبوليرز (الإنجليزية)
- جيورجي تسينتسادزي على موقع سبورتس رفرنس (الإنجليزية)